# Zemský okres Mühldorf am Inn
Zemský okres Mühldorf am Inn (německy Landkreis Mühldorf am Inn) je zemský okres v německé spolkové zemi Bavorsko, ve vládním obvodu Horní Bavorsko. Sídlem správy zemského okresu je město Mühldorf am Inn. Má přibližně 93 tisíc obyvatel. 

## Města a obce
Města:
1. Mühldorf am Inn
2. Neumarkt-Sankt Veit
3. Waldkraiburg

Obce:
1. Ampfing
2. Aschau am Inn
3. Buchbach
4. Egglkofen
5. Erharting
6. Gars am Inn
7. Haag in Oberbayern
8. Heldenstein
9. Jettenbach
10. Kirchdorf
11. Kraiburg am Inn
12. Lohkirchen
13. Maitenbeth
14. Mettenheim
15. Niederbergkirchen
16. Niedertaufkirchen
17. Oberbergkirchen
18. Oberneukirchen
19. Obertaufkirchen
20. Polling
21. Rattenkirchen
22. Rechtmehring
23. Reichertsheim
24. Schönberg
25. Schwindegg
26. Taufkirchen
27. Unterreit
28. Zangberg